# Madhouse (película de 2004)
Madhouse es una película de terror de 2004, dirigida y coescrita por William Butler y protagonizada por Joshua Leonard. Fue lanzada directamente a DVD el 20 de diciembre de 2004 en el Reino Unido y el 22 de febrero de 2005 en Estados Unidos.

## Argumento
La película comienza con un flashback que muestra a un niño huyendo de Cunningham Hall, un hospital para enfermos mentales. El chico se escapa por la ventana y huye hacia un bosque cercano, donde dos miembros del personal de la instalación lo persiguen. El chico escapa hacia un área abierta, cuando un coche sale de la oscuridad y lo atropella, enviando su cuerpo hacia los arbustos. Un hombre sale del coche y mira antes de volver al coche, asumiendo que el niño ha muerto.
Clark Stevens (Joshua Leonard), un interno psiquiátrico, ha llegado a Cunningham Hall Mental Facility para entrenar antes de que pueda graduarse de la escuela de medicina. Allí conoce algunos de los pacientes y es bien recibido por la enfermera Betty (Patrika Darbo). Betty le da las llaves de la instalación y un walkie-talkie para comunicarse, y luego lo lleva ante la persona a cargo de la instalación, el Dr. Franks (Lance Henriksen). En el camino, son interrumpidos por uno de los pacientes llamado Carl (Aaron Strongoni), quien afirma que "no debería estar aquí", y que a los pacientes no se les permite regresar a casa aun cuando están mentalmente estables. Betty se encoge de hombros ante las acusaciones y empuja a Carl.
Clark conoce a la enfermera Sara (Jordan Ladd) en la cafetería, quien lo lleva a conocer las instalaciones. Al salir, una interna llamada Alice (Natasha Lyonne) se sienta mirando una ventana, donde ve destellos de un muchacho de aspecto demoníaco. Sara continúa el tour con Clark, cuando viene la enfermera Hendricks (Dendrie Taylor), y habla con Sara de manera privada. Mientras, Clark examina una luz parpadeante mientras un enfermo mental afirma que "hay algo ahí arriba." Sara regresa y continúa el recorrido, y lo termina llevándolo a las celdas del sótano, donde se sujetan los pacientes que son asesinos y violadores potenciales, un lugar apodado "Madhouse".
Estas celdas son supervisadas por el guardia de seguridad Wallace, quien otorga a Clark y Sara el acceso a Madhouse. Sin embargo, uno de los pacientes parece tener una especie de paranoia, y comienza a golpear su cabeza contra el vidrio. Sara llama a Drake, otro guardia de seguridad, para que venga a ayudar. Esto asusta a Clark, quien es agarrado por un paciente, que está sosteniendo un vidrio punteagudo, tratando de autodañarse y sangrar sobre Clark. Drake llega y golpea al paciente, y Clark le pide que se detenga ya que el paciente no lo lastimó. Drake se detiene y se va diciendo que "esperemos que lo haga bien la próxima vez."
Esa noche, Clark está en su habitación, cuando ve a un niño pasar por la puerta del baño. Clark investiga, pero no hay nadie. Con el walkie-talkie, Clark oye por casualidad un reporte sobre una "emergencia en la sala de recreación" y va a ayudar. En cambio, él espía por la puerta y mira a Hendricks maltratar a Alice con una pistola paralizante durante la medicación. Carl interviene y la salva, tratándola con simpatía, y la lleva a su habitación.
Clark regresa a su habitación, pero encuentra al chico que vio antes en el pasillo. Clark lo persigue y llega a Madhouse, donde  no encuentra a nadie en el mostrador de la supervisión y la puerta del sector abierta. Clark entra y se encuentra con el Dr. Morton, quien le habla del misterioso chico. Morton recuerda a un paciente de la celda # 44, que se escapó, pero al parecer murió - sin embargo, Morton cree que él sigue vivo y ha regresado a las instalaciones. Antes de que pueda continuar, Hendricks llega y le da a Clark la tarea de arreglar un lío en la sala de recreacción.
En la estación de enfermeras, Sara y Hendricks escuchan un sonido misterioso. Hendricks, equipada con su pistola paralizante, investiga el origen y va hacia las escaleras, cuando alguien en un manto la ataca y la deja inconsciente. Ella despierta atada a una silla eléctrica, y la figura encapuchada la tortura con la pistola paralizante. Ella le ruega que la deje, y la figura desaparece. Sin embargo, unos minutos más tarde, aparece detrás de la silla y continúa la tortura, eventualmente matándola.
Clark se despierta y lucha contra los efectos de las drogas que le había dado Sara, regresando al Madhouse para hablar con Ben. Llega a la celda 44 y le pide a Ben que le muestre la cara. Él le dice si lo hace él será liberado. Ben se quita la máscara que ocultaba su rostro para revelar a sí mismo como el niño pequeño. Impresionado, Clark observa al niño crecer rápidamente convirtiéndose en él. Al parecer, Clark fue Ben, quien se escapó cuando era niño y fue dado por muerto cuando el Dr. Frank lo atropelló con su coche. El verdadero Clark murió, y él tomó su identidad para volver al manicomio. Él no lo cree al principio, pero luego se da cuenta de que su camisa está cubierta de sangre. Ben empieza a recordar matando a todos los médicos y enfermeras restantes, dejando solo al Dr. Frank y Sara vivos. Ben se enfrenta al Dr. Frank en su oficina, tratando de huir y destruir todas las pruebas de su malversación. Él le dice a Frank que él realmente es justo, antes de que lo mate con la misma hacha que utilizó con el Dr. Morton. Sara ve matarlo al Dr. Frank y corre al Madhouse, donde queda atrapada. Clark le dice que regresó a este lugar para que sea mejor, y para deshacerse de todo el mundo que ni siquiera trataron de ayudarlo. Sara intenta convencer a Clark que no debía matarla porque la ama. Ben baja la guardia, y Sara lo ataca, solo para que finalmente sea dominado por Ben. Cuando Sara suplica a Clark que no la mate, él responde: "Clark no está aquí. De hecho, él nunca existió" justo antes de que él lleve el hacha sobre ella, la pantalla queda en negro antes hacer contacto. En la escena final de la película, Ben se muestra entrando en otra institución de salud mental, vestido como "Clark".

## Reparto
- Joshua Leonard como Clark Stevens.
- Jordan Ladd como Sara.
- Natasha Lyonne como Alice.
- Lance Henriksen como Dr. Franks
- Dendrie Taylor como Enfermera Hendricks.
- Leslie Jordan como Dr. Morton
- Patrika Darbo como Betty.
- Christian Leffler como Drake.
- Newell Alexander como Dr. Douglas
- Dan Callahan como Dr. Hendricks
- Aaron Strongoni como Carl.
- Todd Stites como Trannie.
- Rosemary Alexander como Grace.